# Callu de cabrettu
Cet article possède un paronyme, voir Callu.
Le callu de cabrettu est un fromage italien d’origine sarde, fait à partir de lait cru de chevreau de lait. Sa zone de confection se concentre surtout dans la région de Barbagia.
La méthode de confection est assez originale voire même choquante puisque le lait est prélevé directement après avoir abattu le chevreau qui vient juste de téter. 
Le terme callu désigne en sarde la caillette et le terme cabrettu désigne le chevreau. En effet, l'estomac qui contient donc naturellement la présure est prélevé du chevreau, l'homme noue les deux extrémités puis le sale et enfin le suspend jusqu'à assèchement ; la fermentation dure entre deux et trois mois et le fromage est présenté dans la tripe séchée.
Ce fromage de chèvre a un goût très prononcé.
La méthode est très artisanale et naturelle. On peut considérer alors que sa fabrication remonte à la période romaine, au début de l'invention du fromage.